# 亜里香
亜里香（ありか、本名：佐藤 亜里香〈さとう ありか〉、1973年7月2日 - ）は、日本の殺陣師。元アイドル、女優。宮城県仙台市出身。日出女子学園卒業。

## 経歴
3歳の時から地元の仙台SOSモデルエージェンシーにて子役モデルとして活動。日清カップヌードルのCMで話題となる。
スカウトで大手プロダクションへ移籍。上京してからの所属はオスカープロモーション（1984年 - 1989年）、廣済堂プロダクション（1990年 - 1994年）、芸映（1995年 - ）。1987年にオスカープロモーション主催の第1回全日本国民的美少女コンテストに出場している。
1990年、ドラマ『スクールウォーズ2』（TBS系）にレギュラー出演した。これをきっかけに1991年、パイオニア「セルフィー」のイメージキャラクターに大抜擢される。同年パイオニアLDCより「1991年の存在証明」のキャッチコピーを掲げ、シングル「天使たちの密林」で歌手デビューし、ドラマの主題歌や挿入歌を歌った。1993年には朝の連続ドラマ『はるかの夢宣言』（読売テレビ制作・日本テレビ系）の主役を演じた。1995年に芸映へ移籍し、同年に本名の佐藤 亜里香に改名している。2000年5月、4冊目の写真集『tablao』で初ヌードを発表し、話題となった。
その後は表舞台から退き、芸映に残って後進の育成を行っている。一方で林邦史朗に師事し殺陣師としても活動する。殺陣師としては藤 亜里香の名義で活動している。
芸映の先輩にあたる西村知美とは、西村の夫である西尾拓美とドラマ『B級ホラー WARASHI!』で共演していた縁もあり、親交が深い。

## ディスコグラフィ

### シングル
（以下、パイオニアLDCより）
キャッチコピー：1991年の存在証明（アリバイ）
1. 天使たちの密林（1991年5月25日発売）
世界初のCD、SVD同時発売
2. ローリングナイト（1991年9月25日発売）
3. 女神たちのRevolution（1992年1月25日発売）
TBS系ドラマ『B級ホラー WARASHI!』主題歌
4. tell me
TBS系ドラマ『B級ホラー WARASHI!』挿入歌

## テレビ

### 連続ドラマ
- 美少女学園（1987年11月1日 - 1988年4月3日、テレビ朝日）レギュラー
- 美少女学園スペシャル（1988年1月3日、テレビ朝日）出演
- ブリキロボットの冒険（1988年、NHK衛星放送ハイビジョンドラマ）主演
- さすらい刑事旅情編（1989年、テレビ朝日）出演
- スクール・ウォーズ2（1990年9月4日 - 1991年1月8日、TBS）レギュラー
- 水の記憶　MEMORY OF WATER（1991年8月、TBS新鋭ドラマシリーズ）出演
- 失恋白書（1991年、日本テレビ）レギュラー
- B級ホラー WARASHI!（1991年10月2日 - 1992年3月25日、TBS）ヒロイン
- 気持ちいいネ!（1992年、テレビ朝日）レギュラー
- 裏刑事-URADEKA- 「操られた少年殺人チーム」（1992年4月14日 - 6月30日、ABCテレビ・松竹芸能）ゲスト主演
- 真夏の刑事 「制服を脱いだ白衣の天使」（1992年4月12日 - 9月27日、テレビ朝日）ゲスト主演
- 刑事貴族3（1992年4月 - 12月、日本テレビ）第2話「ラブソングをあなたに」ゲスト主演。 ※同作品での最高視聴率17.2%を獲得
- はるかの夢宣言（1993年6月28日 - 9月24日朝の連続ドラマ、読売テレビ系）主演
- いつの日かその胸に（1994年10月31日 - 12月28日花王 愛の劇場、TBS）レギュラー
- 金曜エンタテイメント 女優夏木みどりシリーズ6「赤いドレス殺人事件」（1994年、フジテレビ）ゲスト出演
- 新空港物語（1994年1月6日 - 3月17日、テレビ朝日）ゲスト出演
- 七星闘神ガイファード 第22・23話（1996年、テレビ東京）ゲスト出演
- 花王愛の劇場 ひよこたちの天使（1996年4月 - 6月、TBS）ゲスト出演
- テレビ東京系開局15周年記念番組 パパはエステティシャン（1998年4月 - 6月、テレビ東京）ヒロイン

### その他
- ミュージックステーション（1988年4月美少女学園：後藤久美子、テレビ朝日）出演
- 愛ラブSMAP（1991年10月、テレビ東京）ゲスト出演
- 志村けんのだいじょうぶだぁ（1991年6月、フジテレビ）ゲスト出演
- 加トちゃんケンちゃんごきげんテレビ（1991年6月、TBS）ゲスト出演
- オールスター激突クイズ 当たってくだけろ!（1991年9月27日、TBS）ゲスト出演
- 笑っていいとも!（1992年5月 - 6月、フジテレビ）ゲスト出演
- 笑点（1992年11月、日本テレビ）ゲスト出演
- 安岡力也と北海道グルメの旅（1993年、テレビ東京）パートナー出演
- 渡辺裕之inカリブ海の旅（1994年、テレビ東京）パートナー出演
- 恋の手ほどき（1997年10月 - 1998年8月情報番組、テレビ東京）レギュラー
- 千葉市広報番組 ザ・サンデー千葉市（1999年4月 - 2000年3月千葉テレビ放送）レギュラー（司会・MC）

## 映画
- 乙女物語3（1991年）初主演作
- 爆走トラッカー軍団3 -紅薔薇軍団参上!-（1993年6月25日、ケイエスエス）準ヒロイン
- 校内写生-制服密売香港情 ZOKKONなの!! -（1993年8月27日、錦織良成監督、JVD）
- 横浜ばっくれ隊（1994年3月5日、イメージファクトリー・アイエム＝パル企画）準ヒロイン
- 武闘の帝王2（1994年5月21日、シネマパラダイス）ヒロイン
- DAN－GAN教師（1995年1月6日、東映ビデオ）ヒロイン

## オリジナルビデオ
- Hなビンビン大作戦!（1992年、下村芳幸監督）

## 舞台
- ミュージカルオズの魔法使い（1997年 - 1999年、シアターアプル 他）準ヒロイン

## 広告
- 仙台三越 七五三（1975年 - 1976年）
- エンドーチェーン 姉弟子供服（1976年 - 1983年）
- YMCA（1986年度）キャンペーン
- カルピス がんばれ甲子園!!（1986年度）
- NTT サンゴ礁伝説 青い海のエルフィイメージガール（フジテレビ）（1986年）
- 日清食品（1986年）カップヌードル15th記念イメージガール
- 東京銀行（1987年度）イメージガール
- 講談社 秋の読書キャンペーン（1987年）
- 朝日ソノラマ 月刊ハロウィン表紙（1987年度）レギュラー
- 宇部興産（1987年 - 1988年度）UBEメモリーディスクイメージガール
- 営団地下鉄 有楽町線全面完成、メトロカード発売開始記念（1988年）
- 移動無線（1988年）イメージガール
- 全国食糧事業協同組合（1988年度）キャンペーン
- 紳士服ゼビオ（1989年） ※北大路欣也と共演
- 国税庁 消費税広報用ポスター（1989年〈平成元年〉）
- 日本音楽事業者協会 肖像権啓蒙キャンペーン（2007年 - 2008年）

## テレビCM
- 菅原園 麦茶（1979年度） ※姉弟共演
- 飯坂温泉 聚楽（1982年度） ※姉弟共演
- メガネの相沢（1984年度）キャンペーン
- 日清製粉 フルーツゼリー（1988年）
- 明治製菓 ココアアーモンド&ピーナッツ（1988年）
- 九州電力（1988年度）イメージキャラクター
- パイオニア ミニコンポSELFIE（1991年）
- 七十七銀行（1992年度）キャンペーンガール
- 天文館 天文館ビルコンタクト（1993年 - 1994年度）

## ラジオ
- 亜里香参上!!（1991年7月 - 12月、エフエム仙台）レギュラー
- 文化放送（1991年9月KATUMI）ゲスト
- オールナイトニッポン（1992年3月バブルガムブラザーズ）ゲスト

## 写真集
- 瞳の奥に…（1991年6月30日、ワニブックス、撮影：野村誠一）
- Fruity Flavor（1992年3月1日、スコラ、撮影：伊藤隼也）
- Immature（1995年8月10日、ぶんか社、撮影：井ノ元浩二）
- tablao（2000年5月15日、バウハウス、撮影：平賀正明）

## イメージビデオ
- 天使たちの密林SVD（1991年）
- ISLAND ANGEL（1991年）

## ゲーム
- 街 〜運命の交差点〜（1998年、チュンソフト）

## 関連プロダクション
- 仙台SOSモデルエージェンシー
- ファッションスタジオ